# 屈莱
屈莱（法語：Culey，法語發音：[kylɛ]）是法国默兹省的一个市镇，属于巴勒迪克区。屈莱曾于1973-2013年间与市镇卢瓦塞（Loisey）合并为卢瓦塞-屈莱（Loisey-Culey）。2014年1月1日，卢瓦塞-屈莱拆分回原来的两市镇。

## 地理
屈莱（48°45'19"N, 5°16'1"E）面积11.02 平方千米，位于法国大東部大區默兹省，该省份为法国西北部内陆省份，北与比利时接壤，西接马恩省和阿登省，南至上马恩省和孚日省，东临默尔特-摩泽尔省。
与屈莱接壤的市镇（或旧市镇、城区）包括：卢瓦塞、巴鲁瓦地区特龙维尔、锡尔蒙、雷松。
屈莱的时区为UTC+01:00、UTC+02:00（夏令时）。

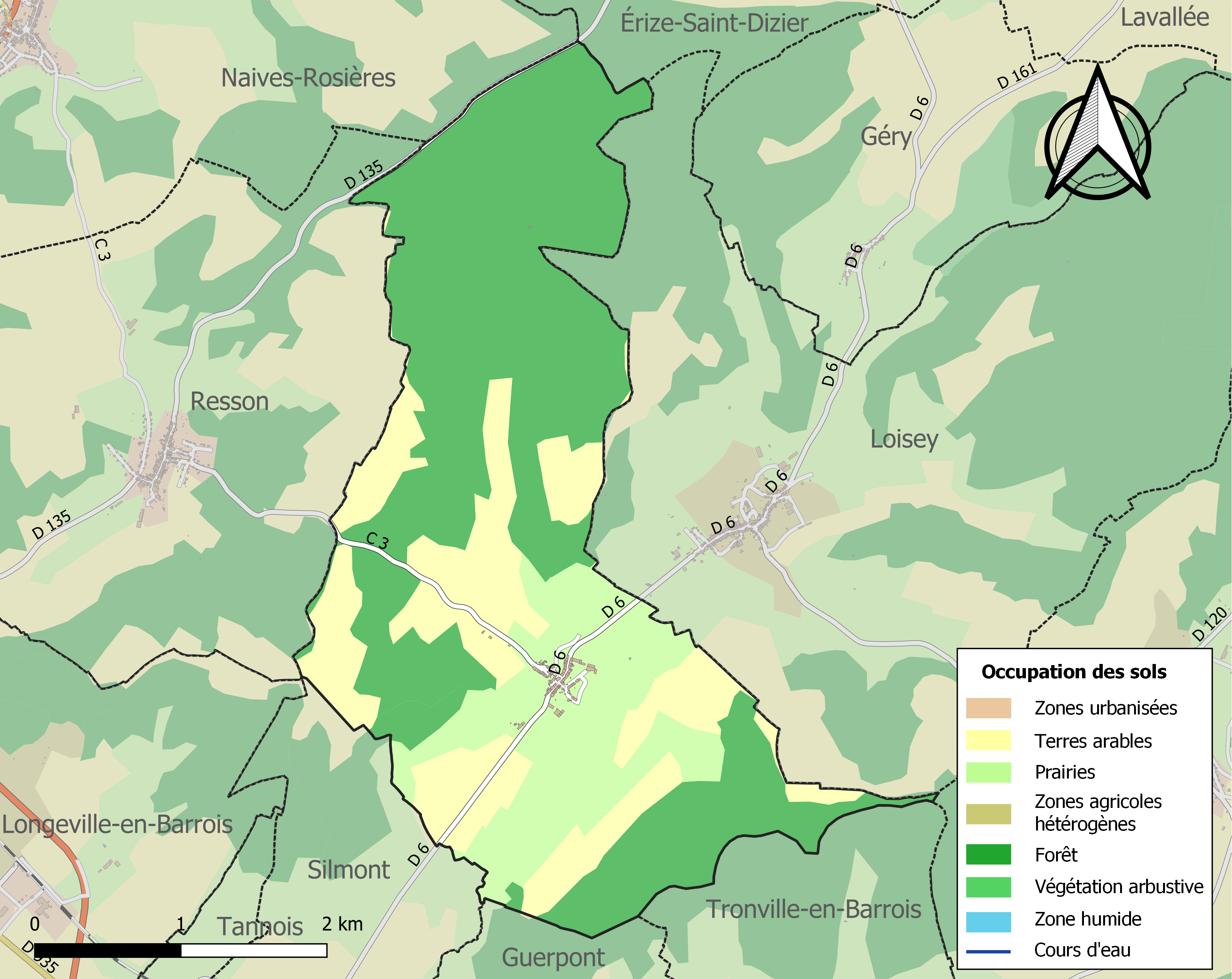
屈莱的OSM定位图

## 行政
屈莱的邮政编码为55000，INSEE市镇编码为55138。

## 政治
屈莱所属的省级选区为沃库勒尔县。

## 人口
屈莱于2022年1月1日时的人口数量为124人。